# 홍천 수타사 동종
사인비구 제작 동종 - 홍천 수타사 동종(思印比丘 製作 銅鍾 - 洪川 壽陀寺 銅鍾)은 대한민국 강원특별자치도 홍천군 수타사에 있는 조선시대의 종이다. 조선 현종 11년, 1670년에 제작되었다. 2000년 2월 15일 대한민국의 보물 제11-3호로 지정되었다.
이 종은 문경 김룡사 동종과 같은 양식의 종으로 김룡사 동종과 함께 주종장(鑄鐘匠) 사인비구(思印比丘)의 완숙미와 독창성이 유감없이 발휘되어 있는 조선시대 후기의 종이다.

## 개요
조선 숙종 때 경기도와 경상도 지역에서 활동한 승려인 사인비구에 의해서 만들어진 조선시대 종이다.
사인비구는 18세기 뛰어난 승려이자 장인으로 전통적인 신라 종의 제조기법에 독창성을 합친 종을 만들었다. 현재 그의 작품 8구가 서로 다른 특징을 보이며 전해지고 있다.
이 종은 사인비구가 만든 종 가운데 문경 김룡사 동종(보물 제11-2호)과 함께 종을 치는 부분인 당좌를 독특하게 표현하여 완숙미와 독창성이 돋보이는 작품이다.

## 현지 안내문
몸통 밑 부분에 1670년(현종11)에 만들었음을 알려주는 문구가 있어, 정확한 제작 연대를 알 수 있는 조선 중기의 종이다.
종의 몸통 윗 부분에는 인도의 옛 글자인 범자(梵字)를 새겼다. 그 아래에는 구름 위에 서서 양손으로 길다란 연꽃 가지를 쥐고 있는 4구의 보살입상이 있다. 보살입상 아래에는 종과 관련된 여러 기록들이 빙돌려 있는데, 종을 만든 시기와 종을 만드는데 참여한 여러 사람들의 이름이 각각 네모난 틀 안에 새겨져 있다. 그 아래로는 종을 치는 당좌(撞座)가 4개 있는데, 마치 불꽃같이 화려한 모양이다.
이 종은 당시 가장 유명한 종을 만드는 장인이었던 사인(思印) 비구가 주도하여 조성한 것이다. 다른 종들은 몸통과 종을 거는 고리 부분을 한꺼번에 만드는 것이 일반적인데, 이 종은 따로따로 만들어 붙이는 독특한 방법을 사용하였다. 이러럼 만든 사람과 만든 시기를 분명히 알 수 있고, 보존상태도 거의 완벽한데다 제작 방법도 독특하여 조선시대 중기의 범종 연구에 중요한 작품이다.

## 같이 보기
- 수타사
- 사인비구 제작 동종
- 문경 김룡사 동종

## 참고 자료
- 홍천 수타사 동종 - 국가유산청 국가유산포털